# Bauhinia lucida
Bauhinia lucida är en ärtväxtart som först beskrevs av Friedrich Anton Wilhelm Miquel, och fick sitt nu gällande namn av David Prain. Bauhinia lucida ingår i släktet Bauhinia och familjen ärtväxter. Inga underarter finns listade i Catalogue of Life.